# Unisonic (álbum)
Unisonic es el álbum debut del supergrupo alemán de power metal Unisonic. Este álbum marca la reunión de dos ex Helloween, Kai Hansen y Michael Kiske, que no participaban juntos en un álbum completo desde 1988, con el Keeper Of The Seven Keys Part 2. La mayoría de las canciones fueron escritas por Dennis Ward y Kai Hansen, con el aporte de Mandy Meyer y Michael Kiske. para su promoción se grabó un vídeo de la canción homónima Unisonic.
El álbum fue producido por Dennis Ward, y la portada fue diseñada por Martin Haeusler.

## Canciones
Versión Normal
| N.º | Título                | Letras                  | Música              | Duración |  |
| 1.  | «Unisonic»            | Dennis Ward, Kai Hansen | Mandy Meyer, Hansen | 3:25     |  |
| 2.  | «Souls Alive»         | Ward                    | Meyer               | 5:13     |  |
| 3.  | «Never Too Late»      | Hansen                  | Hansen              | 4:30     |  |
| 4.  | «I’ve Tried»          | Ward                    | Ward                | 4:56     |  |
| 5.  | «Star Rider»          | Ward, Hansen            | Ward                | 4:16     |  |
| 6.  | «Never Change Me»     | Hansen                  | Hansen              | 3:44     |  |
| 7.  | «Renegade»            | Ward                    | Ward                | 4:38     |  |
| 8.  | «My Sanctuary»        | Ward                    | Ward, Hansen        | 4:16     |  |
| 9.  | «King for a Day»      | Hansen                  | Hansen              | 4:07     |  |
| 10. | «We Rise»             | Ward                    | Ward, Hansen        | 4:43     |  |
| 11. | «No One Ever Sees Me» | Kiske                   | Kiske               | 6:13     |  |

Versión Limited Edition
| N.º | Título                                    | Letras                  | Música              | Duración |  |
| 1.  | «Unisonic»                                | Dennis Ward, Kai Hansen | Mandy Meyer, Hansen | 3:25     |  |
| 2.  | «Souls Alive»                             | Ward                    | Meyer               | 5:13     |  |
| 3.  | «Never Too Late»                          | Hansen                  | Hansen              | 4:30     |  |
| 4.  | «I’ve Tried»                              | Ward                    | Ward                | 4:56     |  |
| 5.  | «Star Rider»                              | Ward, Hansen            | Ward                | 4:16     |  |
| 6.  | «Never Change Me»                         | Hansen                  | Hansen              | 3:44     |  |
| 7.  | «Over The Rainbow (European bonus track)» | Hansen                  | Hansen              | 5:16     |  |
| 8.  | «Renegade»                                | Ward                    | Ward                | 4:38     |  |
| 9.  | «My Sanctuary»                            | Ward                    | Ward, Hansen        | 4:16     |  |
| 10. | «King for a Day»                          | Hansen                  | Hansen              | 4:07     |  |
| 11. | «We Rise»                                 | Ward                    | Ward, Hansen        | 4:43     |  |
| 12. | «No One Ever Sees Me»                     | Kiske                   | Kiske               | 6:13     |  |

Versión Japan Edition

| N.º | Título                                     | Letras                  | Música              | Duración |  |
| 1.  | «Unisonic»                                 | Dennis Ward, Kai Hansen | Mandy Meyer, Hansen | 3:25     |  |
| 2.  | «Souls Alive»                              | Ward                    | Meyer               | 5:13     |  |
| 3.  | «Never Too Late»                           | Hansen                  | Hansen              | 4:30     |  |
| 4.  | «I’ve Tried»                               | Ward                    | Ward                | 4:56     |  |
| 5.  | «Star Rider»                               | Ward, Hansen            | Ward                | 4:16     |  |
| 6.  | «Never Change Me»                          | Hansen                  | Hansen              | 3:44     |  |
| 7.  | «The Morning After (Japanese bonus track)» | Michael Kiske, Ward     | Meyer               | 4:03     |  |
| 8.  | «Renegade»                                 | Ward                    | Ward                | 4:38     |  |
| 9.  | «My Sanctuary»                             | Ward                    | Ward, Hansen        | 4:16     |  |
| 10. | «King for a Day»                           | Hansen                  | Hansen              | 4:07     |  |
| 11. | «We Rise»                                  | Ward                    | Ward, Hansen        | 4:43     |  |
| 12. | «No One Ever Sees Me»                      | Kiske                   | Kiske               | 6:13     |  |

## Créditos
- Michael Kiske – voz
- Mandy Meyer – guitarra
- Kai Hansen – guitarra
- Dennis Ward – bajo
- Kosta Zafiriou – batería